# Brookesia
Brookesia (auch „Erdchamäleons“) ist eine auf Madagaskar endemische Gattung der Stummelschwanzchamäleons. Sie besiedeln den Bodenbereich sowie die Kraut- und Strauchschicht der Primärwälder, seltener findet man sie im Kulturland. Der Gattungsname Brookesia ist eine Widmung an den britischen Anatom Joshua Brookes, in dessen Brookesian Museum das erste Chamäleon dieser Gattung entdeckt und von dem deutschen Zoologen Heinrich Kuhl 1820 beschrieben wurde.

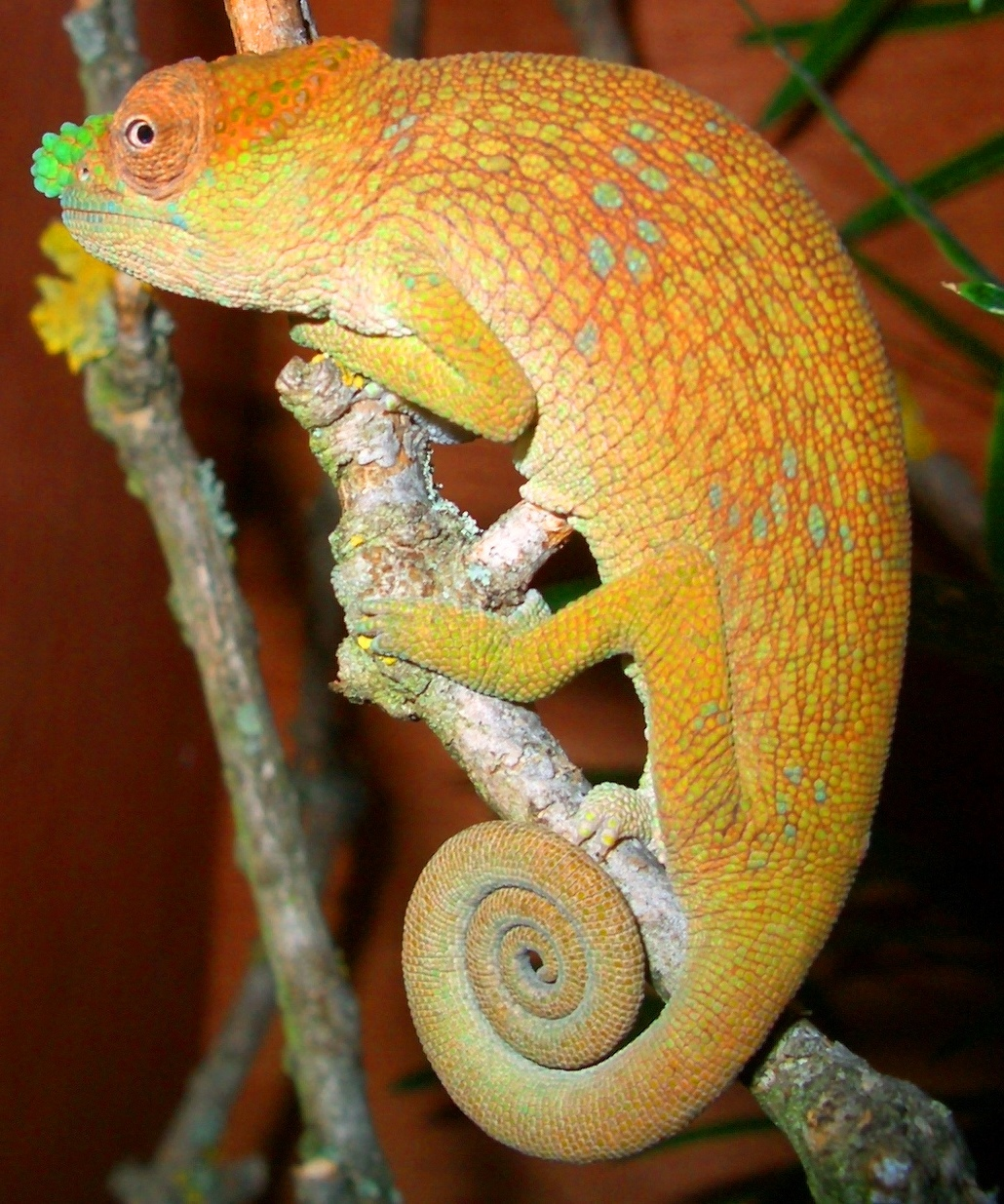
Der für Chamäleons typische Rollschwanz, hier bei Kinyongia tenuis, fehlt bei Brookesia

## Merkmale
Die Vertreter der Gattung Brookesia, mitunter auch Brookesien genannt, sind kleine, sehr zierliche Chamäleons mit einer Gesamtlänge von nur 100 bis 125 mm. Brookesia nana ist das kleinste bekannte Reptil der Welt. Im Gegensatz zu den beiden anderen auf Madagaskar beheimateten Chamäleongattungen Calumma und Furcifer besitzen sie nur einen rudimentär ausgebildeten Schwanz (Stummelschwanz), der etwa ein Viertel bis ein Drittel der Körperlänge ausmacht. Er lässt sich weder auf die für Chamäleons bekannte Art und Weise aufrollen, noch ist seine Greiffunktion stark ausgebildet. Die Färbung der Tiere variiert zwar artspezifisch, geht aber für gewöhnlich nicht über die Grundtöne Braun, Grau, Ocker und Oliv hinaus.

## Trivialname
Die deutschen Bezeichnungen „Erdchamäleon“ oder „Stummelschwanzchamäleon“ für die Vertreter dieser Gattung werden unterschiedlich genutzt und führen immer wieder zu Verwirrungen. Der Name Erdchamäleon hatte sich lange Jahre für die Gattung Brookesia etabliert, wurde aber auch zeitgleich für viele Arten der auf dem afrikanischen Festland beheimateten Gattung Rhampholeon verwendet. Er rührte von der früheren Annahme her, dass sich die Tiere hauptsächlich auf dem Boden aufhielten. Wissenschaftliche wie populärwissenschaftliche Artikel verwenden heute für die Vertreter der Gattungen Brookesia sowie Rhampholeon und Rieppeleon die Bezeichnung Stummelschwanzchamäleons, da es sich um das ausgeprägteste Merkmal dieser drei Gattungen handelt.
In früherer Literatur bezeichnete man die Tiere häufig als „Zwergchamäleons“. Der Name findet auch heute noch vielfach im englischen Sprachraum als dwarf oder pygmy chameleon seine Verwendung. Im Deutschen wird der Trivialname Zwergchamäleon aber heute lediglich für Chamäleons der südafrikanischen Gattung Bradypodion benutzt.

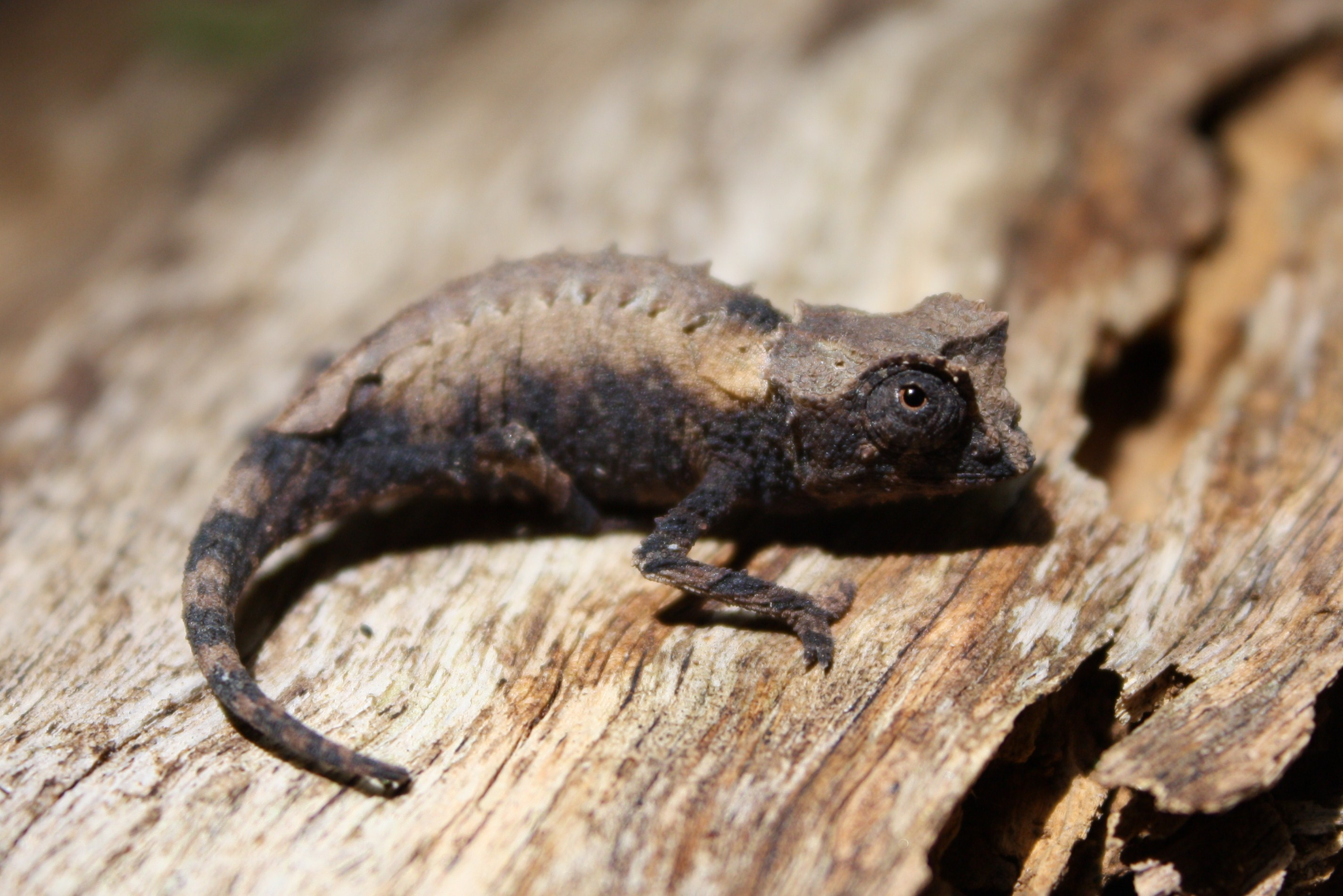
Brookesia stumpffi

## Arten
Die Gattung umfasst nach Reptile Database 32 Arten:
- Brookesia antakarana Raxworthy & Nussbaum, 1995
- Brookesia bekolosy Raxworthy & Nussbaum, 1995
- Brookesia betschi Brygoo, Blanc & Domergue, 1974
- Brookesia bonsi Ramanantsoa, 1980
- Brookesia brunoi Crottini, Miralles, Glaw, Harris, Lima & Vences, 2012
- Brookesia brygooi Raxworthy & Nussbaum, 1995
- Brookesia confidens Glaw, Köhler, Townsend & Vences, 2012
- Brookesia decaryi Angel, 1939
- Brookesia dentata Mocquard, 1900
- Brookesia desperata Glaw, Köhler, Townsend & Vences, 2012
- Brookesia ebenaui (Boettger, 1880)
- Brookesia exarmata Schimmenti & Jesu, 1996
- Brookesia griveaudi Brygoo, Blanc & Domergue, 1974
- Brookesia karchei Brygoo, Blanc & Domergue, 1970
- Brookesia lambertoni Brygoo & Domergue, 1970
- Brookesia lineata Raxworthy & Nussbaum, 1995
- Brookesia micra Glaw, Köhler, Townsend & Vences, 2012
- Brookesia minima Boettger, 1893
- Brookesia nana Glaw et al., 2021[5]
- Brookesia nofy Rakotoarison, Hasiniaina, Glaw & Vences, 2024
- Brookesia perarmata (Angel, 1933)
- Brookesia peyrierasi Brygoo & Domergue, 1974
- Brookesia ramanantsoai Brygoo & Domergue, 1975
- Brookesia stumpffi Boettger, 1894
- Brookesia superciliaris (Kuhl, 1820)
- Brookesia tedi Scherz, Köhler, Rakotoarison, Glaw & Vences, 2019
- Brookesia therezieni Brygoo & Domergue, 1970
- Brookesia thieli Brygoo & Domergue, 1969
- Brookesia tristis Glaw, Köhler, Townsend & Vences, 2012
- Brookesia tuberculata Moquard, 1894
- Brookesia vadoni Brygoo & Domergue, 1968
- Brookesia valerieae Raxworthy, 1991

Brookesia lolontany und Brookesia nasus mit den beiden Unterarten B. nasus nasus und B. nasus pauliani wurde 2013 der neu aufgestellten Gattung Palleon zugeordnet.